# 青岛市域列车
青岛市域列车，是中华人民共和国山东省青岛市开行的市郊旅客列车。该列车组计划利用铁路富余运力，使国铁市郊列车公交化。

## 概况
2020年之前，青岛为连接平度、莱西市域列车，由青岛市交通局协同平度市、莱西市政府与中铁济南局协商，最终确定成行，该项目可方便三地民众实现更为快速、便捷的出行。

## 历史

### 招标
2018年，青岛就使用国铁开行市域郊列车的招标。最终中国铁路设计集团有限公司成功中标。

### 签订协议
2020年12月24日，莱西市、平度市与国铁济南局集团签订莱西至青岛市域动车组开行合作协议、平度至青岛市域动车组列车开行合作协议。根据协议规定，自2021年1月起开行莱西、平度至青岛主城区早、中、晚市域动车组列车。其中，莱西至青岛市域列车为山东省内第一条市域动车组列车。

### 开通
平度莱西至青岛市区市域列车将于2021年1月20日正式开行。

## 票务
莱西至青岛主城区市域列车行车时间为28分钟，单程票价约23元。最早7:01分，最晚20:00发车。青岛市交通运输局还将借鉴京沪高铁实行月票试点这一做法，积极配合国铁济南局集团公司，探索推出市域列车月票、次票。市域列车实行铁路e卡通服务，持有者可直接手机扫码乘车。

## 评价
青岛人大代表尚寿山评价，平度至青岛市域高铁动车从路线便利程度、车程车次、时间效率上仍不及城际铁路或地铁，平度市区直通青岛主城的轨道交通便利程度仍然是末端。

## 未来规划
2020年，青岛规划青岛西至胶东机场市域列车，计划25分钟内到达胶东机场。2021年，按照《山东高速铁路建设管理模式交通强国建设试点方案》，青岛有规划深入研究利用既有青盐铁路、济青高铁、青荣城际铁路、潍莱高铁、胶济客专等铁路线网，探索开行胶东经济圈城际列车和市域（郊）列车 。